# Pasja połocka
Pasja połocka – tłumaczenie na język polski fragmentu Złotej legendy Jakuba de Voragine, pochodzące prawdopodobnie z końca XIV wieku.
Fragment składał się z dwóch pergaminowych kart wykorzystanych do oprawy dwóch późniejszych rękopisów, zawierających kopie utworów Kaspra Drużbickiego. Kodeksy były pierwotnie przechowywane w bibliotece akademii jezuitów w Połocku, od którego to miejsca rękopis wziął nazwę. Karty, znajdujące się w zbiorach Biblioteki Narodowej, zostały zniszczone w czasie II wojny światowej. Zachowały się jednak odbitki fotograficzne rękopisu.
Karty zostały prawdopodobnie zapisane pod koniec XIV w. i mogły stanowić część zaginionego kodeksu zawierającego tłumaczenie Złotej legendy. Fragmenty zapisane na kartach pochodziły z rozdziału o pasji (De passione Domini). Pierwotny kodeks mógł wchodzić w skład biblioteki królowej Jadwigi. Pasja połocka uchodzi za najstarszy zachowany, obok Żywota św. Błażeja, hagiograficzny utwór prozatorski w języku polskim.